# Reitergrab von Fregerslev
Beim Reitergrab von Fregerslev, (dänisch Ryttergraven) südlich von Hørning, nordöstlich von Skanderborg in Jütland in Dänemark, handelt es sich um ein wikingerzeitliches Grab für eine hochgestellte Persönlichkeit – auch Wikinger von Fregerslev genannt –, das 2012 entdeckt und bis 2017 ausgegraben wurde.
Eine der beiden hölzernen Grabkammern aus Eichenholz enthält wenige Reste eines Mannes aus der Wikingerzeit (um etwa 950 n. Chr.). Die größere Kammer mit den Beigaben misst etwa 4,5 × 2,9 Meter. Ursprünglich besaß sie ein Satteldach und ähnelte somit einem Haus, in dem der Verstorbene zusammen mit seinem Pferd beigesetzt war. Von dem Pferd ist nur noch ein Zahn erhalten, dafür aber zahlreiche Beigaben, darunter ein mit reichlichen Verzierungen und Beschlägen versehenes Pferdezaumzeug, insgesamt mehr als 700 vergoldete oder versilberte Teile. Es wurde auch ein Köcher mit Resten von 22 Eisenpfeilen
Solche Grabbeigaben erhielten nur die mächtigsten Persönlichkeiten der Wikingerzeit. In Langballigau und Bienebek in Schleswig-Holstein wurden ähnliche qualitätvolle Gegenstände gefunden, was vermuten lässt, dass diese aus der gleichen Werkstatt stammen wie das Zaumzeug von Fregerslev. Hinweise auf die Identität des Wikingers von Fregerslev gibt es nicht. Die Forscher hoffen aber durchaus noch darauf – zum Beispiel in Form einer Runeninschrift. Er könnte auf dem in der Nähe gefundenen Runenstein DR 58 (DK MJy 84) als ein gewisser Troels erwähnt worden sein.
Die Archäologin Merethe Schifter Bagge geht davon aus, dass es sich bei dem Zaumzeug um ein Bündnisgeschenk von König Gorm handelt, der in Jelling etwa 70 Kilometer vom Fundort entfernt begraben liegt.
In Dänemark, Deutschland und Schweden sind etwa 45 Kammergräber aus der Wikingerzeit bekannt. Reitergräber von Qualität gehören zu einer sehr seltenen Fundkategorie aus der Wikingerzeit. Die wenigen bekannten Funde scheinen eine nördliche und südliche Gruppe zu bilden. Die südliche Gruppe ist in der Gegend von Schleswig vertreten. Das jüngste vergleichbare Grab in Dänemark wurde 1983 in Grimstrup Sogn bei Esbjerg untersucht. Es enthielt mehr als 700 vergoldete und versilberte Beschläge vom Geschirr und Zaumzeug eines Pferdes. Zuvor waren ähnliche wertvolle Funde nur in Bienebek und Thumby gemacht worden.